# 氯化二(三苯基膦)羰基铑
氯化二(三苯基膦)羰基铑是一种有机铑化合物，化学式为[RhCl(CO)(PPh3)2]。它是亮红色固体，在空气中稳定。它是沃什卡配合物的铑类似物，可用作均相催化剂。
它可由氯化二羰基铑和三苯基膦反应得到，但它通常由氯化三(三苯基膦)合铑的羰基化反应制得。
RhCl[P(C6H5)3]3  +  CO  →   RhCl(CO)[P(C6H5)3]2  +  P(C6H5)3